# Rudy Yakym
Rudolph Chester Yakym III, detto Rudy (Granger, 24 febbraio 1984), è un politico statunitense, membro della Camera dei Rappresentanti per lo stato dell'Indiana dal 2022.

## Biografia
Laureato presso l'Università di Notre Dame, Yakym lavorò come direttore vendite nel campo delle telecomunicazioni. Fu poi vicepresidente di una compagnia immobiliare e impiegato nel settore logistico.
Entrato in politica con il Partito Repubblicano, nel 2022 prese parte ad un'elezione speciale indetta per riassegnare il seggio della deputata Jackie Walorski, deceduta in un incidente stradale. Dopo essere stato nominato candidato ufficiale nelle primarie repubblicane, vinse anche le elezioni generali divenendo deputato.